# Abaya
Abaya, také Abaja (amharsky Abaya Hayk) je sladkovodní jezero v jižní Etiopii. Leží v nadmořské výšce 1268 m, má rozlohu 1256 km² a hloubku až 13 m.

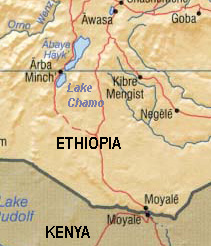
Mapa